# Maksim Souchinski
Maksim Iourievitch Souchinski (en russe : Максим Юрьевич Сушинский et en anglais : Maxim Sushinski), né le 1er juillet 1974 à Leningrad (URSS), est un joueur professionnel russe de hockey sur glace. Il joue au poste d'attaquant.

## Biographie

### Carrière en club
En 1992, il commence sa carrière en senior avec son club formateur du SKA Saint-Pétersbourg dans la Superliga. En 1995, il rejoint l'Avangard Omsk. Il est choisi en 2000 au cours du repêchage d'entrée dans la Ligue nationale de hockey par le Wild du Minnesota en 5e ronde, en 132e position. Le 6 octobre 2000, il joue son premier match dans la LNH face aux Mighty Ducks d'Anaheim. Il marque son premier point, une assistance face aux Flyers de Philadelphie lors de sa troisième partie, le 11 octobre 2000. Il marque ses deux premiers buts le 15 octobre 2000 contre les Oilers d'Edmonton. Il joue trente matchs dans la LNH avant de revenir en cours de saison en Russie. Il est le premier russe à quitter la ligue en cours de saison pour rentrer dans son pays natal. Avec l'Avangard, il remporte la Superliga 2004 et la Coupe des champions 2005. En 2005-2006, il joue pour le HK Dinamo Moscou avant de revenir au SKA Saint-Pétersbourg. Le 11 décembre 2009, il inscrit contre le HK CSKA Moscou son 300e but en élite russe. L'entraîneur Ivano Zanatta le nomme capitaine de l'équipe en 2010. Il annonce sa retraite le 5 septembre 2013.

### Carrière internationale
Il représente l'Équipe de Russie. Il a participé aux Jeux olympiques d'hiver de 2006. Il est championnat du monde 2008.

## Trophées et honneurs personnels
- Superliga
  - 2006 : participe au Match des étoiles avec l'équipe ouest.
  - 2005 : nommé dans la meilleure ligne (Maksim Souchinski - Aleksandr Prokopiev - Dmitri Zatonski).
  - 2005 : meilleur pointeur.
  - 2005 : meilleur passeur.
  - 2000 : nommé dans l'équipe type.
  - 2004 : nommé dans la meilleure ligne (Maksim Souchinski - Aleksandr Prokopiev - Dmitri Zatonski).
  - 2004 : meilleur passeur des séries éliminatoires.
  - 2004 : meilleur pointeur.
  - 2002 : participe au Match des étoiles avec l'équipe Est.
  - 2002 : nommé dans l'équipe type.
  - 2002 : nommé dans la meilleure ligne (Maksim Souchinski - Aleksandr Prokopiev - Dmitri Zatonski).
  - 2002 : meilleur buteur, meilleur passeur, et meilleur pointeur des séries éliminatoires.
  - 2002 : meilleur pointeur.
  - 2001 : participe au Match des étoiles avec l'équipe Est.
  - 2000 : nommé dans la meilleure ligne (Maksim Souchinski - Ravil Iakoubov - Dmitri Zatonski).
  - 2000 : nommé dans l'équipe type.
- Coupe d'Europe des clubs champions
  - 2005 : meilleur pointeur.
- Kontinentalnaïa Hokkeïnaïa Liga
  - 2009 : participe avec l'équipe Iachine au 1er Match des étoiles de la Ligue continentale de hockey (titulaire).
  - 2009-2010 : meilleur attaquant du mois de novembre.
  - 2010 : participe avec l'équipe Iachine au 2e Match des étoiles de la Ligue continentale de hockey (titulaire).
  - 2009-2010 : nommé dans la meilleure ligne (Petr Čajánek - Alekseï Iachine - Maksim Souchinski).
  - 2011 : participe avec l'équipe Ouest au 3e Match des étoiles (titulaire).
- Coupe Spengler
  - 2010 : termine meilleur pointeur.
  - 2010 : termine meilleur passeur.

## Statistiques
| Saison           | Équipe                  | Ligue            |     | Saison régulière | Saison régulière | Saison régulière | Saison régulière | Saison régulière |    | Séries éliminatoires | Séries éliminatoires | Séries éliminatoires | Séries éliminatoires | Séries éliminatoires |
| Saison           | Équipe                  | Ligue            | PJ  | B                | A                | Pts              | Pun              | PJ               | B  | A                    | Pts                  | Pun                  |                      |                      |
| 1990-1991        | SKA Saint-Pétersbourg   | URSS             | 4   | 0                | 1                | 1                | 0                | -                | -  | -                    | -                    | -                    |                      |                      |
| 1990-1991        | SKA Saint-Pétersbourg 2 | URSS 3           | 8   | 1                | 0                | 1                | 0                | -                | -  | -                    | -                    | -                    |                      |                      |
| 1991-1992        | SKA Saint-Pétersbourg   | URSS             | 45  | 5                | 3                | 8                | 16               | -                | -  | -                    | -                    | -                    |                      |                      |
| 1991-1992        | SKA Saint-Pétersbourg 2 | URSS 3           | 20  | 14               | 1                | 15               | 38               | -                | -  | -                    | -                    | -                    |                      |                      |
| 1992-1993        | SKA Saint-Pétersbourg   | Superliga        | 23  | 2                | 3                | 5                | 6                | 6                | 2  | 1                    | 3                    | 2                    |                      |                      |
| 1993-1994        | SKA Saint-Pétersbourg   | Superliga        | 45  | 7                | 4                | 11               | 26               | -                | -  | -                    | -                    | -                    |                      |                      |
| 1994-1995        | SKA Saint-Pétersbourg   | Superliga        | 52  | 11               | 11               | 22               | 57               | 3                | 1  | 0                    | 1                    | 6                    |                      |                      |
| 1995-1996        | SKA Saint-Pétersbourg   | Superliga        | 49  | 21               | 15               | 36               | 43               | 2                | 0  | 0                    | 0                    | 0                    |                      |                      |
| 1996-1997        | Avangard Omsk           | Superliga        | 39  | 20               | 16               | 36               | 24               | 5                | 3  | 1                    | 4                    | 0                    |                      |                      |
| 1997-1998        | Avangard Omsk           | Superliga        | 20  | 6                | 11               | 17               | 6                | -                | -  | -                    | -                    | -                    |                      |                      |
| 1998-1999        | Avangard Omsk           | Superliga        | 41  | 15               | 16               | 31               | 46               | 5                | 3  | 1                    | 4                    | 10                   |                      |                      |
| 1999-2000        | Avangard Omsk           | Superliga        | 38  | 19               | 24               | 43               | 58               | 8                | 2  | 5                    | 7                    | 6                    |                      |                      |
| 2000-2001        | Wild du Minnesota       | LNH              | 30  | 7                | 4                | 11               | 29               |                  |    |                      |                      |                      |                      |                      |
| 2000-2001        | Avangard Omsk           | Superliga        | 12  | 5                | 3                | 8                | 14               | 13               | 9  | 4                    | 13                   | 12                   |                      |                      |
| 2001-2002        | Avangard Omsk           | Superliga        | 45  | 19               | 32               | 51               | 60               | 11               | 6  | 11                   | 17                   | 18                   |                      |                      |
| 2002-2003        | Avangard Omsk           | Superliga        | 37  | 15               | 19               | 34               | 76               | 12               | 4  | 4                    | 8                    | 2                    |                      |                      |
| 2003-2004        | Avangard Omsk           | Superliga        | 54  | 20               | 41               | 61               | 46               | 11               | 2  | 6                    | 8                    | 18                   |                      |                      |
| 2004-2005        | Avangard Omsk           | Superliga        | 50  | 18               | 37               | 55               | 64               | 11               | 5  | 7                    | 12                   | 24                   |                      |                      |
| 2005-2006        | HK Dinamo Moscou        | Superliga        | 39  | 11               | 21               | 32               | 44               | 2                | 1  | 1                    | 2                    | 4                    |                      |                      |
| 2006-2007        | SKA Saint-Pétersbourg   | Superliga        | 54  | 14               | 29               | 43               | 88               | 3                | 1  | 0                    | 1                    | 2                    |                      |                      |
| 2007-2008        | SKA Saint-Pétersbourg   | Superliga        | 56  | 22               | 29               | 51               | 65               | 9                | 2  | 2                    | 4                    | 8                    |                      |                      |
| 2008-2009        | SKA Saint-Pétersbourg   | KHL              | 48  | 18               | 27               | 45               | 83               | 3                | 1  | 0                    | 1                    | 2                    |                      |                      |
| 2009-2010        | SKA Saint-Pétersbourg   | KHL              | 56  | 27               | 38               | 65               | 87               | 4                | 2  | 1                    | 3                    | 4                    |                      |                      |
| 2010-2011        | SKA Saint-Pétersbourg   | KHL              | 50  | 16               | 23               | 39               | 48               | 11               | 2  | 7                    | 9                    | 12                   |                      |                      |
| 2011-2012        | Salavat Ioulaïev Oufa   | KHL              | 25  | 6                | 10               | 16               | 32               | -                | -  | -                    | -                    | -                    |                      |                      |
| 2011-2012        | Toros Neftekamsk        | VHL              | 2   | 1                | 2                | 3                | 0                | -                | -  | -                    | -                    | -                    |                      |                      |
| 2011-2012        | Metallourg Magnitogorsk | KHL              | 24  | 3                | 9                | 12               | 16               | 11               | 3  | 3                    | 6                    | 4                    |                      |                      |
| 2012-2013        | HC Fribourg-Gottéron    | LNA              | 3   | 1                | 2                | 3                | 0                | 4                | 0  | 1                    | 1                    | 0                    |                      |                      |
| Totaux Superliga | Totaux Superliga        | Totaux Superliga | 654 | 225              | 311              | 536              | 723              | 101              | 41 | 43                   | 84                   | 112                  |                      |                      |
| Totaux KHL       | Totaux KHL              | Totaux KHL       | 203 | 70               | 107              | 177              | 266              | 29               | 8  | 11                   | 19                   | 22                   |                      |                      |

### En équipe nationale
| Année | Équipe | Compétition                 |   | PJ | B | A | Pts | Pun                |  | Résultat |
| 1994  | Russie | Championnat du monde junior | 7 | 4  | 2 | 6 | 10  | Médaille de bronze |  |          |
| 1999  | Russie | Championnat du monde        | 6 | 1  | 2 | 3 | 4   | Cinquième place    |  |          |
| 2000  | Russie | Championnat du monde        | 6 | 3  | 1 | 4 | 0   | Onzième place      |  |          |
| 2002  | Russie | Championnat du monde        | 9 | 3  | 4 | 7 | 4   | Médaille d'argent  |  |          |
| 2004  | Russie | Championnat du monde        | 6 | 2  | 1 | 3 | 12  | Dixième place      |  |          |
| 2006  | Russie | Jeux olympiques             | 8 | 2  | 3 | 5 | 8   | Quatrième place    |  |          |
| 2006  | Russie | Championnat du monde        | 7 | 2  | 4 | 6 | 0   | Cinquième place    |  |          |
| 2008  | Russie | Championnat du monde        | 9 | 4  | 1 | 5 | 6   | Médaille d'or      |  |          |
| 2010  | Russie | Championnat du monde        | 5 | 0  | 1 | 1 | 8   | Médaille d'argent  |  |          |